# کلاغ بنفش
کلاغ بنفش (Corvus violaceus)، گونه‌ای از خانوادهٔ کلاغ‌های بومی سرام، جزیره‌ای در اندونزی است.